# Martin Stejskal (sládek)
Martin Stejskal (19. října 1816 Záluží – 23. listopadu 1885) byl český sládek. Je pochován v rodinné hrobce ve Zdibech. Stal se postupně sládkem, podnikatelem v pivovarnictví, starostou a zemským poslancem.

## Život
Pocházel ze vsi Záluží u Hořovic a byl sedmým z osmi dětí rodiny, která hospodařila na gruntu již po téměř dvě století. Vyučil se sladovnickému řemeslu v Berouně. Výuční list získal roku 1832. V roce 1835 přišel do Prahy-Libně, a nastoupil do Siegertova pivovaru jako sládek. Později se stal „podstarším“ a v roce 1843 najmul tento pivovar od pražské obce.
Mezi léty 1864–1871 byl starostou v Libni. Získal si velké zásluhy o tuto obec, obzvláště za války v roce 1866, načež byla po něm pojmenována ulice v Libni.
V r. 1853 koupil statek v Ďáblicích. V r. 1865 zakoupil dům č. 13 na Smíchově a v letech 1868 a 1869 také pozemky na Smíchově a postavil na nich domy čp. 295 a 338. V r. 1870–1871 založil pivovar na Smíchově, na Arbesově náměstí „U čísla 1“, kam se r. 1871 přestěhoval. Tento pivovar po něm převzal a spravoval jeho druhorozený syn Jan. V roce 1877 získal velkostatky Zdiby, později i statek a mlýn v Chodouni u Berouna.
V letech 1879–1885 byl zemským poslancem. Byl ženat s Marií Světovou (26. 9. 1824 – 6. 2. 1899). V tomto manželství se narodilo devět dětí, z toho 5 synů a 4 dcery.
Druhorozený syn Jan pokračoval ve sládkovském řemesle a spravoval smíchovský pivovar „U čísla 1“. Dva roky před smrtí roku 1912 pivovar prodal nově ustavené společnosti smíchovských podnikatelů s názvem Občanský akciový pivovar.
Syn Josef (nar. 19. 3. 1857) se roku 1891 oženil s Karlou Kašparovou a ujal se hospodářství ve Zdibech. Z tohoto manželství se narodilo pět dětí, tři synové a dvě dcery. Josef Stejskal zemřel roku 1940, jeho žena roku 1945. a jsou pochováni v rodinné hrobce ve Zdibech, jakož i všechny jejich děti, které prošly většinou zvratových období 20. století.